# Rubruk
Rubroucki Vilmos, vagy Rubruk Willelmus (Rubrouck, Dunkerque mellett, Flandria, 1215–1220 között, meghalt 1295 után) misszionárius, pápai követ.

## Életrajza
Rubruk Willelmus, az észak-franciaországi Rubrouckban született ferences barát, aki IX. Lajos királlyal és a keresztes hadakkal együtt Ciprusba, Egyiptomba és a Szentföldre ment. Amikor a király követe, Longjumeau-i Andreas visszatért a mongol udvarból, hírt hozott arról, hogy a mongolok Talasz nevű városában német aranybányászok és fegyverkovácsok élnek, valamint értesülése szerint Batu kán fia, Szártak felvette a kereszténységet. 
1252. április 12-én a király Rubrukot küldte Szártakhoz követségbe. Innen IV. Ince pápa követeként 1253-ban Batu kánhoz, majd egy ferences testvér, 2 nesztoriánus pap és egy vezető kíséretével Karakorumba ment Möngke nagykánhoz. 1253 decemberében–1254 januárjában a nagykán városában tartózkodott, ahol magyar, orosz, alán, grúz és örmény foglyokból álló telepet talált. Rubruk célja a nagykán megtérítése volt, sikertelenül, mindössze 60 embert keresztelhetett meg. A nagykán válaszlevelével indult haza júliusban, egy évig tartó utazással 1255 nyarán érkezett meg Akkóba, ahol lector (felolvasó) volt. 
Rubruk úti beszámolója úgy keletkezett, hogy rendi elöljárója nem engedélyezte, miszerint jelentéstételre IX. Lajoshoz Párizsba utazzon, ezért úti élményeit levélben írta meg a királynak, aki visszahívta Párizsba, ahol Roger Baconnal is kapcsolatba került.

## Munkái
- Középkori ázsiai utazók / Rubruquis: Utam Tatárországban / Marco Polo könyve; ford., jegyz. Brózik Károly; Franklin, Bp., 1881 (Ifjúsági iratok tára)
- Rubruk útleírása 1255-ből; ford. Gy. Ruitz Izabella; in: Napkelet felfedezése. Julianus, Plano Carpini és Rubruk útijelentései; vál., bev., jegyz. Györffy György, ford. Györffy György, Gy. Ruitz Izabella; Gondolat, Bp., 1965 (Művelődéstörténet / Nemzeti könyvtár)